# Communauté de communes du Savès (Haute-Garonne)
Die Communauté de communes du Savès ist ein ehemaliger französischer Gemeindeverband mit der Rechtsform einer Communauté de communes im Département Haute-Garonne in der Region Okzitanien. Sie wurde am 2. Dezember 2003 gegründet und vereinigte 18 Gemeinden. Der Verwaltungssitz befand sich im Ort Rieumes. Der Gemeindeverband ist nach der historischen Provinz Savès benannt.
Achtung! Nicht zu verwechseln mit dem gleichnamigen Gemeindeverband im Département Gers: Communauté de communes du Savès (Gers).

## Historische Entwicklung
Mit Wirkung vom 1. Januar 2017 fusionierte der Gemeindeverband mit
- Communauté de communes du Canton de Cazères sowie
- Communauté de communes de la Louge et du Touch

und bildete so die Nachfolgeorganisation Communauté de communes Cœur de Garonne.

## Ehemalige Mitgliedsgemeinden
1. Beaufort
2. Bérat
3. Cambernard
4. Forgues
5. Labastide-Clermont
6. Lahage
7. Lautignac
8. Lherm
9. Monès
10. Montastruc-Savès
11. Montgras
12. Le Pin-Murelet
13. Plagnole
14. Poucharramet
15. Rieumes
16. Sainte-Foy-de-Peyrolières
17. Sajas
18. Savères